# Graafschap Bregenz
Het graafschap Bregenz was een graafschap binnen het Heilige Roomse Rijk. 
Ten gevolge van het huwelijk van paltsgraaf Hugo I van Tübingen met Elizabeth van Bregenz kwamen Bregenz, Montfort en Sigmaringen aan hun zoon Hugo, die zich daarna van Montfort noemde.
Na de dood van Hugo II van Montfort in 1260 werd de erfenis omstreeks 1270 verdeeld door zijn zoons:
- Rudolf II kreeg het graafschap Feldkirch (uitgestorven in 1390)
- Ulrich I kreeg de graafschappen Bregenz en Sigmaringen (uitgestorven in 1338)
- Hugo III kreeg de heerlijkheid Tettnang (uitgestorven in 1787)

Na het uitsterven van Montfort-Bregenz in 1338, kwam Bregenz aan Montfort-Tettnang, waarna er een nieuwe deling plaatsvond in 1352:
- Willem III kreeg Bregenz (uitgestorven in 1787)
- Hendrik IV kreeg Tettnang (uitgestorven in 1564)

De zoons van graaf Koenraad (overleden 1391), Hugo en Willem hadden ieder een aandeel in het graafschap. De dochter van Willem, Elizabeth van Bregenz was gehuwd met markgraaf Willem van Baden-Hachberg. Zij verkochten hun aandeel in 1451 aan Habsburg. Dit deel bestond uit de halve stad Bregenz en de gerechten Hofsteig, Alberschwende en Lingenau.
De achterkleinzoon van graaf Hugo, Hugo III van Bregenz, verkocht zijn aandeel in 1523 aan Habsburg. Dit bestond uit het noordelijke deel van het graafschap met de halve stad. Bij dit deel hoorde ook de heerlijkheid Hohenegg rond Lindenberg im Allgäu. Het graafschap maakte met Vorarlberg van 1805 tot 1815 deel uit van het koninkrijk Beieren. Toen het Congres van Wenen in 1815 Vorarlberg terug gaf aan Oostenrijk werd voor de heerlijkheid Hohenegg een uitzondering gemaakt. Dit gebied bleef bij Beieren.
Het graafschap Bregenz ging na 1523 deel uitmaken van Vorarlberg.